# Шмелёв, Сергей Юрьевич
Сергей Юрьевич Шмелев (род. 28 августа 1993, Нижнекамск) — хоккеист, нападающий.

## Карьера
Вслед за старшим братом Андреем с пяти лет начал заниматься хоккеем в родном Нижнекамске. В 13 лет перешел в хоккейную школу казанского «Ак Барса». С 2007 по 2009 год выступал за юношескую сборную по Приволжскому Федеральному округу — 15 матчей, 14 (8+6) очков. В 2009 году стал победителем юношеского Первенства России среди игроков 1993 г. р. и был признан лучшим нападающим турнира.
В первом сезоне МХЛ 2009/10 за казанский «Барс» сыграл 15 (2+4) матчей в чемпионате и 5 игр в плей-офф (1 гол).
В 2010 году выбран «Атлантом» на драфте КХЛ (5-й раунд, 105-й общий номер). В МХК «Атланты» — с 2010 года. В первом сезоне за «Мытищинских Атлантов» стал вторым бомбардиром клуба — 39 (17+22) очков в 42 играх чемпионата и плей-офф.
В сезоне 2011/12 в тандеме с Александром Кадейкиным стал лучшим бомбардиром команды в регулярном чемпионате, набрав 61 (27+34) очко и заработав 9 (5+4) баллов в 11 играх плей-офф. В сезоне 2012/13 — 38 (13+25) очков в 39 играх чемпионата МХЛ. 18 января 2013 года дебютировал за «Атлант» в КХЛ, в гостевой игре с донецким «Донбассом» (0:3). 22 января — первый гол в домашнем матче против «Спартака» (5:2).
24 июня 2015 года было объявлено, что Шмелёв вместе с еще 23 игроками СКА[уточнить] перейдет в «Спартак», который после годичного отсутствия вернулся в КХЛ. 30 мая 2017 года Шмелёв продлил контракт еще на два сезона.
6 мая 2021 года подписал годичный контракт с уфимским «Салаватом Юлаевым». 16 августа 2024 подписал годичный контракт с «Адмиралом». Провёл 4 матча и 4 октября был обменян в «Нефтехимик». За «Нефтехимик» сыграл 10 матчей и набрал 1 очко (1+0). Последний матч за команду провёл 1 ноября 2024 года против «Автомобилиста» (2:3).

## Карьера в сборной России
В 2009 году дебютировал в составе юниорской сборной России на «Турнире 4-х наций» — 5 голов + 4 передачи в трех играх. Также привлекался в юниорскую сборную в 2010 и 2011 году.
В августе 2012 года вместе с Сергеем Твердохлебовым выступал за молодёжную сборную России на Суперсерии со сверстниками из Канады (2 игры, 1 голевая передача).

## Статистика
| Легенда | Легенда                    | Легенда | Легенда                   | Легенда | Легенда    |
| ------- | -------------------------- | ------- | ------------------------- | ------- | ---------- |
| И       | Количество проведённых игр | Штр     | Штрафное время            | +/−     | Плюс-минус |
| Г       | Голы                       | П       | Голевые передачи          | О       | Очки       |
| -       | Статистика неизвестна      | —       | Статистика не учитывалась |         |            |

### Клубная карьера
- a В этом сезоне в «Плей-офф» учитывается статистика игрока в Кубке Надежды.

## Достижения
Бронзовый призёр МХЛ 2012 года.
- участник матча звёзд КХЛ: 2020.